# 張正道 (隆慶進士)
張正道（1539年—1598年），字可守，號肖山，四川潼川州（今重庆市三台县）人，民籍，明朝政治人物。

## 生平
隆慶元年（1567年）丁卯科四川鄉試第七十名舉人，二年（1568年）中式戊辰科會試第三百六十名，三甲第五十七名進士。授豐城縣知縣，改東明縣，升大理寺評事，万历九年九月升福建按察司僉事，兵備建南。万历十年七月調任浙江按察司佥事，宁绍台道，駐守台州，卒於官署。

## 家族
曾祖張伯璣，教諭 贈兵科右給事中；祖父張翀，禮科都給事中 贈太常寺少卿；父張肅，普安州知州 贈奉直大夫；母金氏（金皋之女，封太宜人）。具慶下。妻王氏。弟張正學、張正論。